# Phyllanthus limmuensis
Phyllanthus limmuensis är en emblikaväxtart som beskrevs av Georg Cufodontis. Phyllanthus limmuensis ingår i släktet Phyllanthus och familjen emblikaväxter. Inga underarter finns listade i Catalogue of Life.